# جوش هايد
جوش هايد (بالإنجليزية: Josh Hyde)‏ هو مخرج أمريكي، ولد في 13 مارس 1979.

## وصلات خارجية
- جوش هايد على موقع IMDb (الإنجليزية)
- جوش هايد على موقع أول موفي (الإنجليزية)
- جوش هايد على موقع كينوبويسك (الروسية)